# 王进士府
王进士府，位于中国山东省青岛市黄岛区灵山卫街道北门里村委会北侧，为清康熙十五年（1676年）丙辰科进士王请试（一作王请轼）的府第。王请试之父王经世为明末扬州府通判。王进士府大部分房屋已拆除，仅余西南角二进院落。2002年12月17日，王进士府列入第三批胶南市文物保护单位。胶南市并入黄岛区后，原胶南市文物保护单位更名为青岛市黄岛区文物保护单位。
王进士府现存建筑占地面积775平方米，南北长28.7米，东西长27米。大门西向，原为府第西北角门，面阔三间。门内迎面为影壁，院内为朝南正房，小式硬山建筑，高5米余，南北进深4.5米，石基清水砖墙，石灰抹缝，木板门，直棂窗。后院存房屋4间，结构与前院相同。现屋面灰瓦已更换为机制瓦，木棂窗已改为玻璃窗，其他部分尚存原貌。

## 图集
- 王进士府现存院落大门
- 第一进院侧后方外景
- 第二进院